# نقشه‌بردار ۷
نقشه‌بردار ۷ هفتمین و آخرین سطح‌نشین بدون خدمه از برنامه فضایی نقشه‌بردار ناسا بود که برای کاوش در سطح ماه فرستاده شد. در مجموع ۲۱٫۰۹۱ عکس به زمین مخابره شد.